# Musée des Antiquités d'Aruba
Le musée des Antiquités d'Aruba (en papiamento : Museo di Antiguedad Aruba) est un musée consacré à la promotion de la culture et du patrimoine de l'île situé à Paradera, au nord d'Oranjestad, à Aruba. Le musée couvre la période préhistorique jusqu'au XXe siècle.

## Collections
Le bâtiment qui abrite le musée des Antiquités d'Aruba remonte au XVIIe siècle et conserve une grande collection plus de vingt salles d’expositions avec une collection d’antiquités et de curiosités européennes : mobilier en bois sculpté à la main, porcelaine fine, bijoux, peintures, tapis orientaux, bronzes et statues en bois et diverses collections.